# Vathíkoilon
Vathíkoilon (Vathykoilo) är en ort i Grekland.   Den ligger i prefekturen Fthiotis och regionen Grekiska fastlandet, i den centrala delen av landet, 130 km nordväst om huvudstaden Aten. Vathíkoilon ligger 246 meter över havet och antalet invånare är 194.
Terrängen runt Vathíkoilon är kuperad. Havet är nära Vathíkoilon söderut. Runt Vathíkoilon är det ganska glesbefolkat, med 43 invånare per kvadratkilometer. Närmaste större samhälle är Loutrá Aidhipsoú, 15,6 km sydost om Vathíkoilon. I omgivningarna runt Vathíkoilon växer i huvudsak blandskog.